# Цзян Лун
Цзян Лун (кит. трад. 江龙; 1 января 1933 —  31 декабря 2022) — китайский учёный в области реологии, физической и коллоидной химии, член Китайской академии наук.

## Биография
Родился в Шанхае в 1933 году, его родителями были выходцы из Цзяньоу, провинция Фуцзянь.
В 1950 году поступил на химический факультет Нанкинского университета по специальности «коллоидная химия». После его окончания в 1953 году направлен на работу в Чанчуньский институт прикладной химии Китайской академии наук. В 1954 году переведён в Институт химии Китайской академии наук, а затем в Нанкинский университет.
С 1956 года учился в Москве в аспирантуре Института физической химии АН СССР. В 1960 году защитил кандидатскую диссертацию «Физико-химическое исследование структурообразования в водных дисперсиях гуматов и бентонитовых глин при их взаимодействии».
После возвращения в Китай продолжил работу в Институте химии. С 1975 года старший научный сотрудник Института светочувствительной химии Академии наук Китая.
С 1999 года снова работал в Институте химии АН КНР. В 2001 году избран академиком Китайской академии наук.
По совместительству преподавал в Пекинском технологическом институте, Восточно-Китайском университете науки и технологии и Сучжоуском университете.
Умер в Пекине 31 декабря 2022 года, накануне своего 90-летия.

## Научная деятельность
Автор научных работ и изобретений в области реологии, физической и коллоидной химии, получения наночастиц и их применения в биологической системе.

## Политическая деятельность
С декабря 1949 года член Коммунистической партии Китая.